# Gran-Canarische blauwe vink
De Gran-Canarische blauwe vink (Fringilla polatzeki) is een zangvogel uit de familie van de vinkachtigen (Fringillidae). De vogelsoort is endemisch op het eiland Gran Canaria (Canarische Eilanden).

## Taxonomie
De vogel werd in 1905 door de Duitse vogelkundige Ernst Hartert geldig beschreven als ondersoort van de blauwe vink. Volgens in 2021 gepubliceerd onderzoek is de status van soort verdedigbaar.

## Kenmerken
De vogel is 16 tot 17 cm lang met een forse kegelvormig snavel. Het mannetje is donker grijsblauw van boven en lichter blauw tot lichtgrijs met een duidelijke lichte vleugelstreep. Het vrouwtje is van boven donker grijsbruin en van onder lichter grijs met een iets meer contrasterende vleugelstreep. Zowel mannetje als vrouwtje hebben geen lichte buitenste staartpennen zoals de gewone vink.

## Verspreiding en leefgebied
De blauwe vink komt voor op het Canarische eiland Gran Canaria en is sterk gebonden aan bossen met aanplant van de Canarische den (Pinus canariensis).

## Status
De blauwe vink heeft een beperkt verspreidingsgebied en daardoor is de kans op uitsterven aanwezig. De grootte van de populatie werd in 2021 door BirdLife International geschat op 430 individuen. De vogel wordt illegaal gevangen en de bossen zijn sterk versnipperd en worden intensief als recreatiegebied benut. Om deze redenen staat deze soort als bedreigd op de Rode Lijst van de IUCN.